# Каменюкский сельсовет
Каменю́кский се́льсовет (бел. Камянюцкі сельсавет) — административная единица на территории Каменецкого района Брестской области Республики Беларусь. Площадь сельсовета — 257,1119 км2, численность населения (по данным 2019 года) составляет 1051 человек.
Административный центр — агрогородок Каменюки. 

## История
- 14 сентября 1964 год — образование Каменюкского сельсовета.
- 24 сентября 1998 года — в состав Каменюкского сельсовета включены территории населённых пунктов — Вилы, Селище Большое, Селище Малое, Мшанки, Горошковка 1, которые входили в состав Дмитровичского сельсовета[3].

## Населённые пункты
Жирным выделен административный центр сельского Совета.
Курсивом выделены населённые пункты без постоянного населения.
| №  | Населённый пункт | Населённый пункт       | Населённый пункт          | Площадь, га | — Населённые пункты Каменюкского сельсовета |
| №  | Тип              | Название (на русском)  | Название (на белорусском) | Площадь, га | — Населённые пункты Каменюкского сельсовета |
| 1  | деревня          | Белая                  | Белая                     | 24,02       | — Населённые пункты Каменюкского сельсовета |
| 2  | деревня          | Вилы                   | Вілы                      | 6,33        | — Населённые пункты Каменюкского сельсовета |
| 3  | деревня          | Гвоздь 1               | Гвоздзь 1                 | 3,11        | — Населённые пункты Каменюкского сельсовета |
| 4  | деревня          | Гвоздь 2               | Гвоздзь 2                 | 9,98        | — Населённые пункты Каменюкского сельсовета |
| 5  | деревня          | Глубокий Угол          | Глыбокі Вугал             | 6,52        | — Населённые пункты Каменюкского сельсовета |
| 6  | деревня          | Горошковка 1           | Гарошкаўка 1              | 10,56       | — Населённые пункты Каменюкского сельсовета |
| 7  | деревня          | Горошковка 2           | Гарошкаўка 2              | 13,4        | — Населённые пункты Каменюкского сельсовета |
| 8  | деревня          | Еловый Груд            | Яловы Груд                | 1,47        | — Населённые пункты Каменюкского сельсовета |
| 9  | деревня          | Зановины               | Зановіны                  | 9,97        | — Населённые пункты Каменюкского сельсовета |
| 10 | агрогородок      | Каменюки               | Камянюкі                  | 184,85      | — Населённые пункты Каменюкского сельсовета |
| 11 | деревня          | Ляцкие                 | Ляцкіе                    | 8,04        | — Населённые пункты Каменюкского сельсовета |
| 12 | деревня          | Мшанки                 | Мшанкі                    | 13,81       | — Населённые пункты Каменюкского сельсовета |
| 13 | деревня          | Пастухово Болото       | Пастухова Балота          | 4,36        | — Населённые пункты Каменюкского сельсовета |
| 14 | деревня          | Пашутская Буда         | Пашуцкая Буда             | 35,47       | — Населённые пункты Каменюкского сельсовета |
| 15 | деревня          | Подбельские Огородники | Падбельскія Агароднікі    | 14,63       | — Населённые пункты Каменюкского сельсовета |
| 16 | деревня          | Селище Большое         | Селішча Вялікае           | 22,58       | — Населённые пункты Каменюкского сельсовета |
| 17 | деревня          | Селище Малое           | Селішча Малое             | 9,06        | — Населённые пункты Каменюкского сельсовета |

## Население

### Численность населения
| Год             | 2009 | 2014  | 2016  | 2019  |
| --------------- | ---- | ----- | ----- | ----- |
| Население, чел. | 1346 | ▼1286 | ▼1269 | ▼1051 |

#### По населённым пунктам
| Населённый пункт | Населённый пункт | Население, чел. | Население, чел. | Население, чел. | Населённый пункт | Населённый пункт       | Население, чел. | Население, чел. | Население, чел. |
| Тип              | Название         | Население, чел. | Население, чел. | Население, чел. | Тип              | Название               | Население, чел. | Население, чел. | Население, чел. |
| Тип              | Название         | 2009            | 2016            | 2019            | Тип              | Название               | 2009            | 2016            | 2019            |
| ---------------- | ---------------- | --------------- | --------------- | --------------- | ---------------- | ---------------------- | --------------- | --------------- | --------------- |
| Деревня          | Белая            | 48              | ▬ 48            | ▼41             | Агрогородок      | Каменюки               | 1119            | ▼1052           | ▼896            |
| Деревня          | Вилы             | 6               | ▬6              | ▼2              | Деревня          | Ляцкие                 | 35              | ▲46             | ▬46             |
| Деревня          | Гвоздь 1         | 2               | ▲5              | ▼1              | Деревня          | Мшанки                 | 5               | ▬5              | ▼2              |
| Деревня          | Гвоздь 2         | 4               | ▼1              | ▬1              | Деревня          | Пастухово Болото       | 2               | ▼1              | ▼0              |
| Деревня          | Глубокий Угол    | 1               | ▲3              | ▼0              | Деревня          | Пашутская Буда         | 23              | ▼17             | ▼11             |
| Деревня          | Горошковка 1     | 13              | ▼9              | ▼3              | Деревня          | Подбельские Огородники | 8               | ▲12             | ▼5              |
| Деревня          | Горошковка 2     | 14              | ▬ 14            | ▼6              | Деревня          | Селище Большое         | 34              | ▼24             | ▼18             |
| Деревня          | Зановины         | 18              | ▼13             | ▼7              | Деревня          | Селище Малое           | 14              | ▼13             | ▼12             |
| Весь сельсовет   | Весь сельсовет   | Весь сельсовет  | Весь сельсовет  | Весь сельсовет  | Весь сельсовет   | Весь сельсовет         | 1346            | 1269            | 1051            |

Самый многочисленный населённый пункт — агрогородок Каменюки (896 чел.), на него приходится 85,25 % от общей численности населения сельсовета. За ним следуют деревни Ляцкие (46 чел.) и Белая (41 чел.) — на них приходится 8,28 % от общей численности населения сельсовета. На остальные 14 деревень приходится 6,47 % общего населения территориальной единицы, или 68 человек.

### Национальный состав
Согласно переписи населения 2009 года в Каменюкском сельсовете проживают:
- 89,7 % (1207 человек) — белорусы
- 7,1 % (95 человек) — русские
- 1,7 % (23 человека) — украинцы
- 0,9 % (12 человек) — поляки
- 0,6 % (9 человек) — другие нации.

### Возрастной состав
Согласно данным 2014 года в Каменюкском сельсовете при населении в 1286 человек насчитывается:
- 161 детей до 16 лет (12,5 %)
- 582 трудоспособных граждан (45,3 %)
- 543 пенсионера (42,2 %)[4].